# Classified: The Sentinel Crisis
Classified: The Sentinel Crisis est un jeu vidéo de tir à la première personne développé par Torus Games et édité par Global Star Software, sorti en 2005 sur Xbox.

## Accueil
- GameSpot : 5,4/10[1]
- IGN : 2,1/10[2]